# US Milanese
Unione Sportiva Milanese byl italský fotbalový klub, sídlící ve městě Milán v regionu Lombardie. Také byl cyklistický, ragbyový a basketbalový klub.
Sportovní klub byl založen 16. ledna roku 1902 jako Unione Sportiva Milanese skupinou lidí v kavárně Caffé Verdi, kteří tam hráli karty a kulečník. Tuhle skupinu asi 20 lidí vedli Gilberto Marley, Romolo Buni a Ambrogiem Ferrario. K federaci se připojili v roce 1905. Ale fotbalový klub byl založen o rok později. První turnaj hráli v roce 1905, kdy začlenila mnoho hráčů ze zaniklého klubu Mediolanum. A hned z toho bylo 3. místo v tehdejší lize. V letech 1908 a 1909 dokonce slavili druhé místo.
V roce 1927 bylo klubu nařízeno fašistickou stranou sloučení s jiným milánským klubem Interem. Tímto způsobem se klub změnil na Ambrosiana. Po válce se klub ještě na sezonu 1945/46 obnovil, jenže po odehrání jednoho milánského turnaje přestal klub existovat.

## Změny názvu klubu
- 1902 – 1927/28 – US Milanese (Unione Sportiva Milanese)

## Účast v ligách
| Úroveň soutěže | Název soutěže (nynější název) | První hraná sezona | Poslední hraná sezona | celkem odehraných sezon |
| -------------- | ----------------------------- | ------------------ | --------------------- | ----------------------- |
| 1              | Serie A                       | 1905               | 1922/23               | 15                      |
| 3              | Serie B                       | 1923/24            | 1927/28               | 5                       |